# 千叶明德短期大学
千叶明德短期大学（日语：／ Chiba Meitoku Tankidaigaku *）简称明短，是一所位于日本千叶县千叶市中央区的私立短期大学。

## 概要

### 简介
- 源流成立于1925年[2]。短期大学为于1970年开办[2]、由学校法人千叶明德学园经营。

### 历史
- 1970年 千叶明德短期大学成立并同时设置幼儿教育科。
- 2005年 幼儿教育科变更为保育创造学科。

### 宪章
- 请参看千叶明德短期大学的标志（页面存档备份，存于） （日語） 2014年1月7日阅览。

## 学校环境
- 校区：在千叶县千叶市中央区

## 历任校长
- 谷川文治：第一代短期大学校长[3]。

## 组织

### 学科
- 保育创造学科

### 专科
| - 没有 |

### 业余课程
| - 没有 |

### 附属学校
| - 幼儿园 |

### 附属机关
| - 图书馆 |

## 知名校友
- 田中美和子：女演员

## 相关链接
- 日本短期大学列表